# Градац (Дервента)
Градац (серб. Градац, хорв. Gradac) — населенный пункт (деревня) в общине Дервента, который принадлежит энтитету Республике Сербской, Босния и Герцеговина. По результатам югославской переписи населения 1991 года в Градаце проживало 257 человека.

## Население
В населении деревни значительно преобладают хорваты.
| 1991                           | - | - | - | - | - | - |
| ------------------------------ | - | - | - | - | - | - |
| 257                            | - | - | - | - | - | - |
| Гистограмма динамики населения |   |   |   |   |   |   |

### Национальный состав
1991 год:
- сербы — 5 человек (1,95 %);
- хорваты — 239 человек (93,00 %);
- югославы — 6 человек (2,33 %);
- мусульмане — 2 человека (0,77 %);
- другие — 5 человек (1,95 %).